# Phyllonorycter arizonella
Phyllonorycter arizonella là một loài bướm đêm thuộc họ Gracillariidae. Nó được tìm thấy ở Hoa Kỳ (Arizona).
Ấu trùng ăn Arbutus arizonica. Chúng ăn lá nơi chúng làm tổ. 